# Exoprosopa atrinasis
Exoprosopa atrinasis är en tvåvingeart som beskrevs av Speiser 1910. Exoprosopa atrinasis ingår i släktet Exoprosopa och familjen svävflugor. Inga underarter finns listade i Catalogue of Life.